# Telebasis griffinii
Telebasis griffinii – gatunek ważki z rodziny łątkowatych (Coenagrionidae). Występuje na terenie Ameryki Środkowej.